# Haunreit
Haunreit ist ein Gemeindeteil der Gemeinde Stammham im oberbayerischen Landkreis Altötting. Der Weiler liegt an der Mündung des Türkenbachs in den Inn, südöstlich von Stammham.

## Geschichte
Erstmals urkundlich erwähnt wurde Hawnrewter im Herzoglich Bayerischen Urbar der Ämter und Schlösser des Herzogtums Niederbayern (um 1435). Der Ortsname, eine durch einen Huno gegründete Rodungssiedlung, weist jedoch auf eine deutlich ältere Besiedlung hin.
Haunreit war Edelsitz. Diesem oblag die Obhut des Fährverkehrs über den Inn.